# Gero-Codex

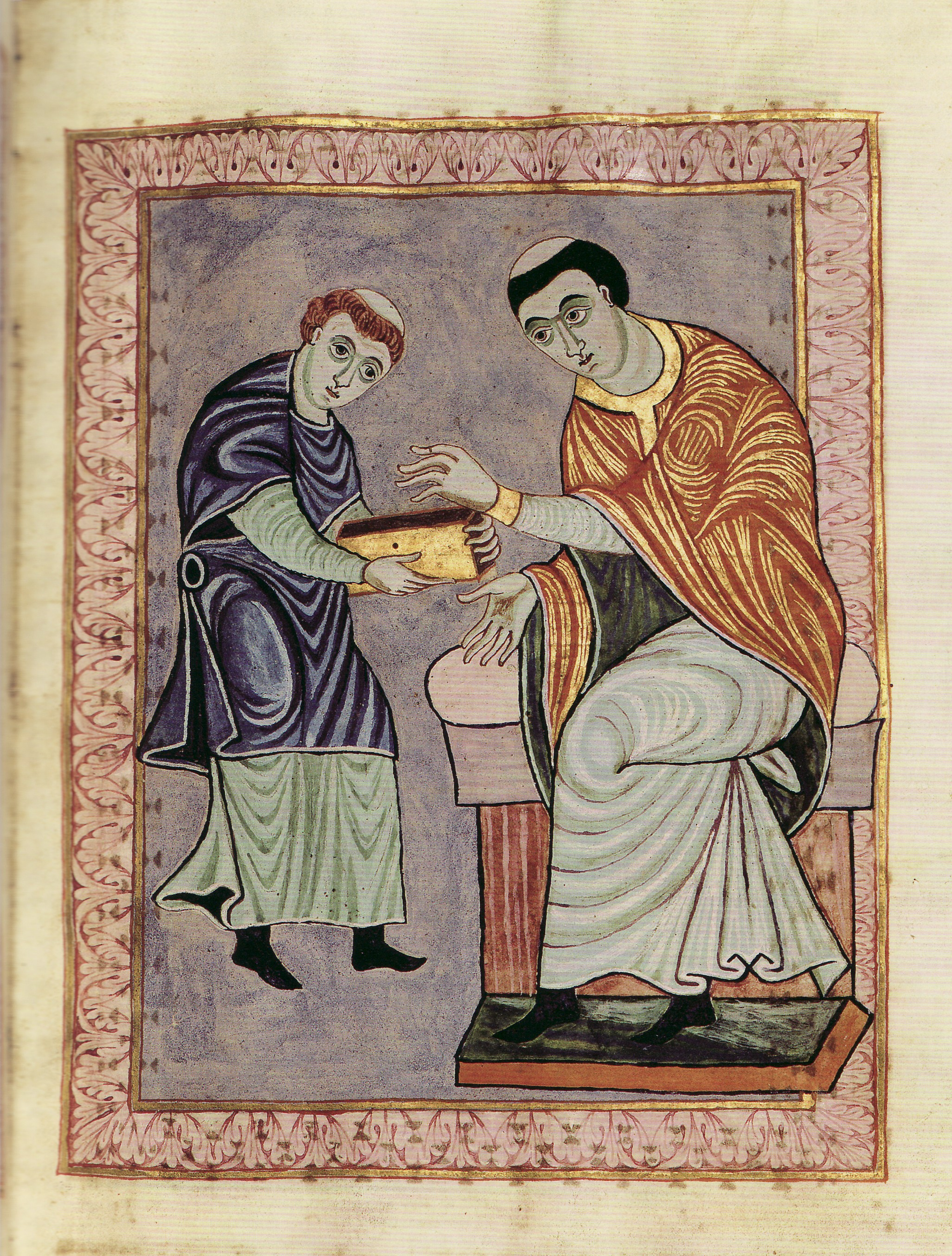
Miniature de dédicace, f.7v

Le Gero-Codex est un manuscrit enluminé de la période ottonienne réalisé à l'abbaye de Reichenau vers 965-976. Il est actuellement conservé à la Landesbibliothek de Hesse à Darmstadt (Cod.1948).

## Description
Ce manuscrit de l'école de Reichenau est un évangéliaire comportant sept miniatures : les évangélistes, Dieu en majesté, la dédicace du scribe Anno à Gero qui lui-même dédicace le livre à saint Pierre apôtre.